# 한국가스안전공사
한국가스안전공사(韓國가스安全公社, Korea Gas Safety Corporation, KGS)는 대한민국의 가스안전관리를 위해 1974년 설립된 공기업이다.
1974년 1월 11일 공업진흥청 산하 고압가스보안협회 창립으로 시작하여 1979년 2월 1일 한국가스안전공사로 개편·발족하였으며 1989년 2월 1일 경기도 시흥시로 본사를 이전하였다가 2013년 12월 19일 충청북도 음성군 혁신도시 내로 이전하였다. 산업통상자원부 산하 위탁집행형 준정부기관으로 지정되어 있으며 부설기관으로 가스안전교육원, 가스안전연구원이 있다.

## 주요 사업[1]
- 가스 시설 및 제품에 대한 법정 검사

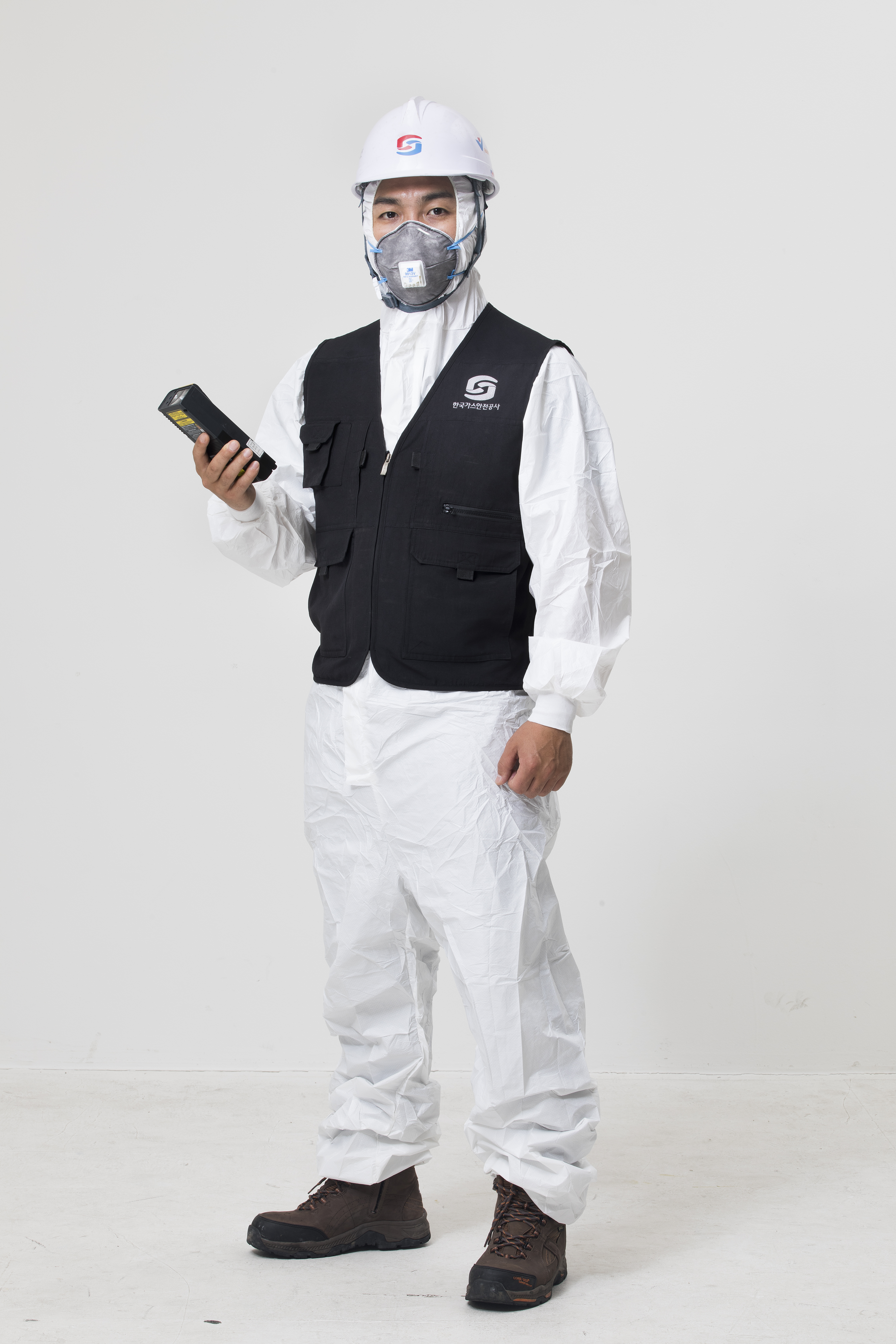
한국가스안전공사 직원

  - 가스 시설: 완성 검사, 정기 검사, 중간 검사, 정밀 안전 검진
  - 가스용품: 정밀 검사, 제품 검사, 수집 검사
- 도시가스 공급 시설에 대한 시공 감리
  - 도시가스 공급 시설의 착공 단계에서 완공 단계까지 검사
- 기업의 안전 관리 계획에 대한 심사 및 평가
  - 사업자의 안전 관리 규정, 안전성 향상 계획서, 가스 안전 영향 평가서 심사
  - 안전 관리 규정의 이행 실태에 대한 확인·평가
- 가스 시설에 대한 수시 검사 및 안전 점검
  - 안전 관리 취약 업소에 대한 수시 검사 및 특별 안전 점검
  - 영세업소에 대한 무료점검 및 일반가정 등 수용가 시설에 대한 요청 점검
- 가스 안전 전문 인력 양성 및 가스 안전 관리자에 대한 법정 교육
  - 안전 관리자 양성 교육 및 가스 산업체 전문 기술 인력에 대한 위탁 교육
  - 가스업계 신규 안전 관리 담당자에 대한 전문 교육
- 민간 검사 기관의 검사에 대한 지도·확인
  - 저장 탱크 재검사 기관, 용기 재검사 기관, 냉동기 검사 기관, 판매 시설 자체 검사 기관 등에 대한 지도·확인
- 가스안전 홍보
  - 가스사고 예방을 위한 대국민 홍보
  - 가스산업 종사자의 안전의식 제고를 위한 홍보
- 가스안전기술 연구개발 및 정보 수집·제공
  - 업계에서 필요로 하는 가스 안전 기술의 개발·보급 및 국제 기술 협력
  - 국내외 가스 안전 기술정보 수집 및 관련 업계 제공
- 가스 사고 조사 및 분석
  - 가스 사고 원인 조사·분석 및 사고 사례의 전파
  - 재해 발생시 피해 수습 및 복구 지원
- 가스 안전에 관한 용역 사업 수행
  - 업체 자체 검사 대행, 안전 진단 수탁, R&D 용역 등

## 연혁
- 1974년 1월 11일: 고압가스보안협회 창립 (공업진흥청 산하)
- 1979년 2월 1일: 한국가스안전공사 개편·발족 (현 산업자원부 산하), 서울 강남구 대치동에 본사 설립 (현재는 한국가스안전공사 서울광역본부로 사용 중)
- 1989년 2월 1일: 경기도 시흥시 소래산길 11(대야동)으로 본사 이전 (현재는 시흥ABC행복학습타운으로 사용 중)
- 1995년 8월 7일: 가스안전시험연구원 설립 (부설기관)
- 2003년 12월 1일: 국가공인검사기관(KOLAS)으로 인정받음
- 2007년 4월 4일: 《공공기관운영법》에 따른 공공 기관으로 지정됨
- 2009년 8월 5일: 공공기관 이전 대상에 포함됨
- 2013년 12월 16일: 충북혁신도시로 본사 이전

## 조직

### 한국가스안전공사장
- 감사
  - 감사실
- 비서실

#### 기획관리이사
- 기획조정실
- 혁신인사처
- 행정지원처
- 홍보실

#### 안전관리이사
- 검사지원처
- 기준처
- 재난관리처
- 시험검사처

#### 기술이사
- 석유화학진단처
- 산업시설진단처
- 배관진단처
- 산업가스안전기술지원센터

## 부설기관
- 가스안전연구원
- 가스안전교육원

## 같이 보기
- 한국가스공사
- 한국가스기술공사